# Witwollige dennenzwam
De witwollige dennenzwam (Skeletocutis amorpha) is een schimmel behorend tot de familie Incrustoporiaceae. Het is de typesoort van het geslacht Skeletocutis. De eenjarige zwam leeft saprotroof op stronken en stammen van dode naaldbomen, vooral dennen, en veroorzaakt witrot.

## Kenmerken

### Uiterlijke kenmerken
De vruchtlichamen zijn dunvlezig, korstachtig en enkele centimeters groot. Ze groeien gemakkelijk aaneen tot een strook van maximaal 20 cm. De bovenranden zijn vaak gekruld tot rudimentaire hoedjes met een scherpe rand, maar soms blijft de zwam volledig korstvormig. 
Het hoedje kan glad of rimpelig zijn en viltig tot ruig harig, al dan niet in zones. De kleur is wittig, maar bij veroudering is er plaatselijk een gelige, oranje of zalmkleurige tint te zien. De aanhechting kleurt vaak groen door alg. De onderkant van de hoedjes en de leerachtige korst zijn voorzien van fijne hoekachtige porieën. Ze zijn aanvankelijk wittig maar kleuren op den duur steeds meer oranje. Vlees- en buisjeslaag zijn ieder ca. 1 mm dik en kraakbeenachtig.
De sporee is wit.

### Microscopische kenmerken
Hij heeft een dimitisch hyfensysteem. De generatieve hyfen zijn hyaliene, zelden gesepteerd. De skeletachtige hyfen zijn hyaliene, dikwandig, zelden vertakt en niet gesepteerd. Cystidia ontbreken en er zijn spoelvormige cystidiolen aanwezig. De basidia zijn 4-sporig 3-4 μm in diameter met een gesp aan de basis. De sporen zijn allantoïde (worstvormig) en meten 3–4,5 × 1,3–1,8 μm.

## Verspreiding
De schimmel is wijd verbreid in Afrika, Australië, China en Europa. Ook in Nederland en België komt hij algemeen voor. Hij staat niet op de rode lijst en is niet bedreigd.

## Taxonomie
De schimmel werd voor het eerst beschreven als nieuw voor de wetenschap in 1815 door Elias Magnus Fries als Polyporus amorphus. Het heeft sindsdien een uitgebreide lijst aan synoniemen verworven.  De Tsjechische mycologen František Kotlába en Zdeněk Pouzar plaatsten het in 1958 over naar het geslacht Skeletocutis.